# Amanullah Parsa
Amanullah Parsa (* 27. Dezember 1933 in Kabul) ist einer der weltweit renommiertesten afghanischen Repräsentanten Moderner und postimpressionistischer Kunst und Professor für Kunst vor allem für körperlich beeinträchtigte Studenten. Seine Gemälde und Skulpturen gehören zu den bekanntesten Kunstwerken Afghanistans.
Nach Erhalt eines Stipendiums von der italienischen Regierung zog Amanullah Parsa nach Rom, um dort seine Studien der Bildenden Kunst an der Accademia di Belle Arti fortzusetzen. Seine Kunstwerke wurden bereits in ganz Italien, in den Vereinigten Staaten und in Afghanistan gezeigt und vielfach ausgezeichnet. Er ist Autor der Bücher „Gli Sfidanti“ (Der Herausforderer) und „Gli Amabili“.

## Ausstellungen
- 1989 Petrofi Galerie in Mailand
- 1990 Bollate Malerei Ausstellung
- 1990 Kunstausstellung in Alexandria, Virginia
- 1992 Kollektive Gemäldeausstellung koordiniert von Professor Parsa in Rom
- 1995 Wohltätigkeits-Kunstausstellung verschiedener afghanischer Künstler
- 1998 Ausstellung an der George Mason Universität in Alexandria, Virginia

## Auszeichnungen und Ehrungen
- Erster Preis in der Kategorie Skulptur aus Pappmaché am Kabuler Salon d' Été, 1950
- Erster Preis unter zweitausend afghanischen Wettbewerbern in der Kategorie Malerei von dem Nationalen Malerei Wettbewerb „Salon d'Été“ in Kabul
- Goldmedaille für seine Malerei in der Via Linneo 5
- Goldene Auszeichnung und lobende Erwähnung für seine Malereikurse an der Kunstschule Cova
- Ambrogino d'oro, Department of Education der Stadt Mailand am 29. Januar 1987
- Silbermedaille für eine lobende Erwähnung auf 3/1/62 - 3/15/63 - 11/20/64 - 3/15/65 in Rom
- Silbermedaille am 1. Internationalen Malereiwettbewerb in Rom
- Silbermedaille beim 2. Internationalen Malereiwettbewerb (Ministerium für auswärtige Angelegenheiten) CIVIS in Cervara
- Lyons Club Award vom Erba Kapitel
- Ehrenpräsident an der 1. Internationalen Ausstellung für Extemporary Art in Rom
- Ehrenpräsident auf der Internationalen Kunstausstellung in Sabaudia

| Personendaten    | Personendaten                                                                                   |
| ---------------- | ----------------------------------------------------------------------------------------------- |
| NAME             | Parsa, Amanullah                                                                                |
| KURZBESCHREIBUNG | afghanischer Künstler, Repräsentant Moderner, Neoimpressionistischer Kunst, Professor für Kunst |
| GEBURTSDATUM     | 27. Dezember 1933                                                                               |
| GEBURTSORT       | Kabul                                                                                           |